# Направляван автобус
Направляваният автобус е автобус, управляван чрез други средства по част или по целия си маршрут, използвайки специален път. Този път е автономно трасе, често паралелно на съществуващи пътища, което позволяв спазването на твърдо разписание на къс интервал от време, дори и в пиковите часове на деня.
Системите за насочване могат да бъдат както физически, така и дистанционни, използвайки оптично или радио насочване или индикатори в различни части на инфраструктурата, като бордюри, шахти и стълбове.
В бордюрно насочваните автобуси (КНА) са поставени малки устройства по гумите на автобуса, като те засичат бордюроте от двете страни на трасето. Тези устройства управляват кормилния механизъм от двата му края, за да го задържат в средата на пътя. Извън тези автономни пътища автобусът може се движи по нормални пътища. Началото на тези пътища е снабдено с широка следа с нормална ширина. Тази система позволява високоскоростно движение на тесни трасета, както и прецизно позициониране в платформите, улесняване на достъпа за възрастни хора и хора с увреждания.

## История
Има само няколко места, където се използва тази система, но те са в различни страни.
Първият бордюрно направляван автобус е построен в Бирмингам, Обединено Кралство, обявен като „Tracline 65“ и е с дължина от само 600 метра, като експеримент през 1984 г., и вече е отстранен. Редица бордюрно управляеми трасета са планирани или построени в Обединено Кралство. В Манхайм, Германия, от май 1992 до септември 2005, бордюрно направлявани автобуси използват трамвайните линии за няколкостотин метра, което позволява на автобусите да избегнат места, в които има конфликтни точки с друг вид трафик и няма място за автономно платно. През 2005 година е прекратена използването на тази система, защото автобусите са остарели и са изтеглени от употреба. Няма планове за оборудването на нови автобуси.
Кеймбриджката бордюрно насочваните система между Кеймбридж и Сейнт Айвс е най-голямата подобна система в света.
Нагойският бордюрно направляем автобус е пуснат в експлоатация през март 2001 г. и е единственият направляем автобус в Япония.
Механизъм за насоки КНБ е пряко развитието на началото на L-образните релски, предхождащи дори железниците.
Gloucester and Cheltenham Tramroad от 1809 претендира да бъде най-ранната бордюрно направляван път за автобуси.
L-образните релси съществуват, но не са за пътнически превози.
|  | Тази страница частично или изцяло представлява превод на страницата Guided bus в Уикипедия на английски. Оригиналният текст, както и този превод, са защитени от Лиценза „Криейтив Комънс – Признание – Споделяне на споделеното“, а за съдържание, създадено преди юни 2009 година – от Лиценза за свободна документация на ГНУ. Прегледайте историята на редакциите на оригиналната страница, както и на преводната страница, за да видите списъка на съавторите. ВАЖНО: Този шаблон се отнася единствено до авторските права върху съдържанието на статията. Добавянето му не отменя изискването да се посочват конкретни източници на твърденията, които да бъдат благонадеждни. |